# 5591 Койо
5591 Койо (5591 Koyo) — астероїд головного поясу, відкритий 10 листопада 1990 року.
Тіссеранів параметр щодо Юпітера — 3,324.